# Mistrzostwa Rosji w Skokach Narciarskich 2004
Mistrzostwa Rosji w Skokach Narciarskich 2004 – zawody, które wyłoniły najlepszych skoczków narciarskich w Rosji w roku 2004. Wszystkie konkursy przeprowadzono w styczniu 2004 roku w miejscowości Niżny Tagił. Rozegrano dwa konkursy indywidualne. Zawody zaliczane były do cyklu Pucharu Rosji.
Konkurs na skoczni K–90 odbył się 11 stycznia 2004 roku. Po skokach na odległość 102,5 i 102 metrów zwycięstwo odniósł Ildar Fatkullin. Drugi był Maksim Cubina (104,5 m i 99,5 m), a trzeci Dmitrij Wasiljew (101 m i 99,5 m). 
Konkurs na skoczni K–120 rozegrano 13 stycznia 2004 roku. Tytuł mistrza Rosji zdobył Dmitrij Wasiljew (123 m i 119,5 m), a drugą pozycję zajął Ildar Fatkullin (127 m i 105 m). Brązowy medal zdobył Dmitrij Ipatow (107,5 m i 120,5 m).

## Medaliści

### Seniorzy

#### Indywidualnie
| Skocznia | Złoto            | Srebro          | Brąz             |
| -------- | ---------------- | --------------- | ---------------- |
| K–90     | Ildar Fatkullin  | Maksim Cubina   | Dmitrij Wasiljew |
| K–120    | Dmitrij Wasiljew | Ildar Fatkullin | Dmitrij Ipatow   |